# Мартфи
Мартфи (мађ. Martfű) је град у Мађарској. Мартфи је град у оквиру жупаније Јас-Нађкун-Солнок. Са површином од 2.308 хектара, то је најмањи град у округу са административним подручјем, а четири велике општине округа се налазе на већој површини без изузетка.

## Географија

### Локација
Мартфи се налази у централном, западном делу Алфелда и југозападном делу округа. Од седишта жупаније, Солнока, удаљен је 18 km, а од Будимпеште удаљен је 120 km. Суседна насеља: Тисафелдвар (на југу, око 6 km), Мезехек (на истоку, око 10 km), Кенђел (на североистоку, око 10 km), Ракоциујфалу (на северозападу, око 10 km), и на десној обали Тисе, Вежења.
Географски, налази се у равници Солнок-Тури у централном пределу централнотиског региона Алфалд, на једној од великих кривина реке Тисе, на њеној левој обали.

## Историја
У насељу су пронађени и артефакти из сарматског, аварског и освајачког периода доласка Мађара на ове просторе.
Први писани помен насеља потиче из 1467. године, у облику Мартфју (Marthfew). Био је власништво каптола Чанад.
За време турског потчињавања помиње се као додатак замку Солнок, односно припадао је солночком огранку Будимског вилајета, округ Чонград. Насељњ је до средине XVII века потпуно опустело. Почетком XVIII века село је од Чонграда пребачено у округ Солнок. Почетком века прешао је у власништво породице Ракоци, а након што су изгубили своју имовину, породице Подманицки.
Почетком 1940-их, фабрика Бата у Чехословачкој овде је основала фабрику обуће, која је током Другог светског рата претворена у војну фабрику. Совјетске трупе су преузеле насеље од Немаца 8. октобра 1944. године.
Године 1950. део насеља се одваја од Тисафелдвара и постаје самостално село. Као резултат наглог индустријског развоја, насеље је 1970. године добило статус великог села, а потом и града 1989. године.

## Становништво
Године 2001. 99% становништва града изјаснило се као Мађари, 1% осталих (углавном немачких) националности. Број националности је био следећи: Мађари: 6992, Бугари: 1, Грци: 3, Хрвати: 3, Пољаци: 3, Немачки: 18, Румуни: 6, Русини: 2, Срби: 2, Словаци: 8, Украјинци: 5 .
Током пописа из 2011. 83,2% становника рекло је да су Мађари, а 0,5% Немци (16,7% се није изјаснило).
На основу података пописа из 2001. године, верска дистрибуција је била следећа: 30% су римокатолици, 17,5% су реформисани, 1,5% је еванђелиста и  0,5% су гркокатолици. Око 50,5% становника припада другој цркви или конфесији (или не припада ниједној цркви), или се није одазвало попису.
У 2011. верска дистрибуција је била следећа: римокатолици 19,1%, реформисани 11,6%, лутерани 0,7%, лутерани 0,2%, неденоминациони 38,3% (29,2% се није изјаснило).